# Accident invers
La fal·làcia de l'accident invers (també anomenat dicto secundum quid ad dictum simpliciter) és una fal·làcia informal que pot ocórrer en un sil·logisme estadístic (un argument inductiu basat en una generalització quan una regla o principi aplicat en un cas particular s'aplica erròniament a tots els casos en general). Quan es fa al revés (aplicar una regla general a un cas particular), es comet una fal·làcia d'accident. La versió inductiva d'aquesta fal·làcia s'anomena generalització precipitada (secundum quid).
L'accident invers és una de les tretze fal·làcies originàriament reconegudes per Aristòtil en Refutacions sofístiques.

## Visió general
En forma lògica:
- X és acceptat en un cas Y.
- Per tant, X és una regla acceptada per a qualsevol cas.

Exemples:
- "Si permetem que les persones amb glaucoma usen marihuana medicinal, aleshores tots haurien de poder consumir marihuana".[6]
- "Sempre és bo mentir, per exemple, és legítim ocultar al maltractador el lloc on és la seua víctima".[7]
- "Si sempre és permés matar en las guerres, llavors sempre és permés matar".[2]

Aquesta fal·làcia és semblant al pendent relliscós, en què l'oposició afirma que si es permet una acció restringida en debat, com permetre que les persones amb glaucoma usen marihuana medicinal, l'acció es tornarà acceptable per etapes en general. Els dos arguments impliquen que no hi ha diferència entre l'excepció i la regla, i de fet els arguments fal·laços de pendent relliscós sovint usen l'accident invers en sentit contrari com a base per a l'argument. Una diferència clau, però, entre els dos és el punt i la posició en discussió. L'argument anterior que empra l'accident invers és un argument per a l'ús legal complet de la marihuana ja que els pacients amb glaucoma la fan servir. L'argument basat en el pendent relliscós argumenta en contra de l'ús medicinal de la marihuana perquè en conduirà a l'ús complet.
El tipus oposat de dicto simpliciter és l'accident.